# Gisela Holzinger
Gisela Mathilde Holzinger (* 15. September 1913 in Mannheim; † 18. Oktober 2004 in Köln) war eine deutsche Theaterschauspielerin, die vereinzelt auch in Fernseh- und Hörspielen mitwirkte.

## Leben

### Privat
Gisela Holzinger wuchs in ihrer Heimatstadt Mannheim auf. Sie war die Tochter von Hermann Holzinger und Mathilde, geborene Koch.
Im Zweiten Weltkrieg heiratete sie einen Offizier und lebte während des Krieges einige Zeit auf dessen Rittergut in Schlesien. Ende der 1950er bis Anfang der 1960er Jahre lebte sie mit dem Kölner Fotografen Chargesheimer zusammen.
Holzinger starb 2004 im Alter von 91 Jahren. Sie lebte über 50 Jahre in einer alten Villa in Köln-Lindenthal. Ihre Grabstätte befindet sich auf dem Kölner Melaten-Friedhof.

### Wirken
Nach einem persönlichen Vorsprechen bei dem damaligen Mannheimer Generalintendanten Herbert Maisch erhielt sie 1931 ihre erste kleine Rolle in Don Carlos. Der spätere UFA-Star Willy Birgel war einer ihrer privaten Lehrer, daneben besuchte sie auch eine Schauspielschule. Nach dem Debüt folgte ein Jahr später eine Spielzeit am Bonner Schauspielhaus, bevor sie nach weiteren Zwischenstationen in Bamberg und Plauen wieder an das Mannheimer Nationaltheater zurückkehrte.
Nach dem Zweiten Weltkrieg hatte sie zunächst ein Engagement in Lübeck, dann am Schauspielhaus Bochum unter Hans Schalla, Maisch, der inzwischen Generalintendant der Bühnen der Stadt Köln geworden war, holte sie schließlich 1951 an das Schauspiel Köln. Als Ensemblemitglied blieb sie dieser Bühne über 40 Jahre bis 1994 treu, ab 1979 als Ehrenmitglied. In ihrer Kölner Zeit arbeitete sie unter so unterschiedlichen Intendanten und Regisseuren wie Hans Bauer (1953–61), Oscar Fritz Schuh (1959–63), Arno Assmann (1964–68), Hansgünther Heyme (1968–79), Jürgen Flimm (1979–85) und Klaus Pierwoß (1985–90). Unter ihren zahlreichen Rollen sind besonders erwähnenswert: Die Zimmerwirtin (Audiberti), Hauptrollen in Wer hat Angst vor Virginia Woolf?(Albee), Der Walzer der Toreros (Anouilh), Die Nacht des Leguan (Williams), Geschlossene Gesellschaft (Satre), Tod eines Handlungsreisenden (Miller), Die Zofen (Genet), die Elisabeth in Maria Stuart (Schiller), die Gräfin Orsina in Emilia Galotti (Lessing) und die Lady Bracknell in Bunbury (Wilde).
Holzinger war in erster Linie eine Charakterdarstellerin auf der Bühne. Sie verkörperte dort oft die klassische oder moderne Salondame, aber auch widersprüchliche, verzweifelte Frauen-Figuren. Ihre wenigen Fernseh-Rollen sind daneben kaum erwähnenswert. Aktiver war sie als Sprecherin tätig, besonders in den 1950er und 1960er Jahren war sie an mehreren Hörspielen beteiligt.
1992 hatte sie ihren letzten großen Bühnenauftritt als Titelfigur in Dürrenmatts Der Besuch der alten Dame. 1996 nahm sie 65 Jahre nach ihrem Bühnenbeginn in einem Stück von Friedrich Schiller ihren stilvollen Bühnenabschied mit einer Schiller-Lesung. 1999 übergab sie ihren Vorlass der Theaterwissenschaftlichen Sammlung der Universität Köln, die ihr 2000 die Ausstellung Gisela Holzinger: Schauspielerin widmete, auf der Holzinger ihren letzten öffentlichen Auftritt mit Gedichten von Hölderlin bestritt.

## Hörspiele (Auswahl)
Die ARD-Hörspieldatenbank enthält (Stand: Dezember 2022) für den Zeitraum von 1955 bis 1992 insgesamt 33 Datensätze, in denen Gisela Holzinger als Sprecherin, überwiegend in Haupt- oder größeren Nebenrollen geführt wird.
- 1955: Sinclair Lewis: Wir spielen König (Königin Sidonie) – Regie: Friedhelm Ortmann (Hörspielbearbeitung – NWDR Köln)
- 1955: Marianne Langewiesche: Die Bürger von Calais (Königin) – Regie: Wilhelm Semmelroth (Hörspielbearbeitung – NWDR Köln)
- 1956: Christian Noak: Ein Abend ohne Gäste oder: Madame Francoise (Luise, Frau des Bürgermeisters) – Regie: Friedhelm Ortmann (Original-Hörspiel – WDR)
- 1956: Jacques Déval: Die Kammerjungfer (Laura) – Regie: Raoul Wolfgang Schnell (Hörspielbearbeitung – WDR)
- 1956: Horst Wolfram Geißler: Der liebe Augustin (3. und 4. Teil) Die Geschichte eines leichten Lebens (Fräulein von Ungelter) – Regie: Walter Knaus (Hörspielbearbeitung – SDR)
- 1957: Edgar Wallace: Klassiker der Kriminalliteratur: Die Melodie des Todes (Caroline Cathcart, Florences Mutter) – Regie: Friedhelm Ortmann (Hörspielbearbeitung, Kriminalhörspiel – WDR)
- 1958: Marcel Aymé: Mondvögel (Madame Chabert) – Regie: Raoul Wolfgang Schnell (Hörspielbearbeitung – WDR)
- 1958: Honoré de Balzac: Liebesgeschichten der Weltliteratur: Eugénie Grandet (Madame des Grassins) – Regie: Edward Rothe (Hörspielbearbeitung – WDR)
- 1959: Felix Timmermans: Das Porträt: Pieter Breughel: Die Sankt-Lukas-Gilde zu Antwerpen – Regie: Ludwig Cremer (Hörspielbearbeitung – WDR)
- 1961: Evelyn Waugh: Humor der Völker (England): Schwache Geschöpfe (Lottie Crump) – Regie: Ludwig Cremer (Hörspielbearbeitung – WDR)
- 1962: Dieter Kühn: Märchen und Legenden: Das goldene Faß (Die Meerfrau) – Regie: Otto Kurth (Hörspiel – WDR)
- 1964: John P. Wynn: GordonGrantley (3. Teil: Rätsel am Fluß) (Mrs. Hammond) – Regie: Hermann Pfeiffer (Originalhörspiel, Kriminalhörspiel – WDR)
- 1966: Jean Baptiste Racine: Phädra (Oenone, Amme und Vertraute der Phädra) – Regie: Helmut Brennicke (Hörspielbearbeitung – BR)
- 1976: Herbert W. Franke: Sonntagsfahrt (Die Gräfin) – Regie: Heinz Dieter Köhler (Hörspielbearbeitung, Science-Fiction-Hörspiel – WDR)
- 1988: Adolf Schröder: Katzengeschrei (Selma) – Regie: Peter Groeger (Originalhörspiel – Rundfunk der DDR)
- 1991: Gabriela Marentes Garza: Lateinamerika: Mythos und Wirklichkeit: Verabredung im Herbst (Großmutter) – Regie: Klaus-Dieter Pittrich (Originalhörspiel – WDR)
- 1992: Herbert Somplatzki: Der Schnüffler oder Auf den Hund gekommen (Geschichtenerzählerin) – Regie: Klaus-Dieter Pittrich (Originalhörspiel – WDR)